# 123. jaktflygdivisionen
123. jaktflygdivisionen även känd som Ludvig Gul var en jaktflygdivision inom svenska flygvapnet som verkade i olika former åren 1942–1968. Divisionen var baserad på Kalmar flygplats väster om Kalmar.

## Historik
Ludvig Gul var 3. divisionen vid Kalmar flygflottilj (F 12), eller 123. jaktflygdivisionen inom Flygvapnet, och bildades som lätt bombdivision runt åren 1942–1943. Divisionen beväpnades med C-versionen av det svensktillverkade flygplanet Saab 17, som i Flygvapnet benämndes B 17. 
År 1947 omorganiserades divisionen till en jaktdivision och beväpnades med J 21. J 21 blev dock inte så långvarig, utan redan fem år senare, 1953, ersattes det av J 29A Tunnan. Hösten 1958 påbörjade systerdivisionen Ludvig Röd ombeväpning till J 32B Lansen. Hösten 1959 var alla tre divisionerna vid F 12 försedda med J 32B. Den 1 juni 1968 påbörjade divisionen sin TIS:Ä, för Typinflygningsskede på J 35F Draken. TIS:Ä är en något förkortad utbildning av flygförare som tidigare genomfört Typinflygningsskede (TIS) på annat flygsystem.
Den 1 juni 1968 påbörjade Ludvig Blå vid F 12 sin TIS:Ä, för Typinflygningsskede på J 35F Draken. TIS:Ä är en något förkortad utbildning av flygförare som tidigare genomfört Typinflygningsskede (TIS) på annat flygsystem. När divisionen fortsatte med sin GFSU:Ä (en förkortad utbildning av förare som tidigare genomfört Grundläggande flygslagsutbildning) den 21 oktober 1968, övertog Ludvig Blå anropssignalen Ludvig Röd. Anledningen till att divisionen övertog anropssignalen Ludvig Röd var att den ursprungliga Ludvig Röd, det vill säga 121. jaktflygdivisionen, hade hösten 1961 överförts till Norrbottens flygbaskår (F 21). 
Anropssignalen Ludvig Blå övertogs i sin tur av 123. jaktflygdivisionen (Ludvig Gul). Vilket skedde hösten 1968 i samband med att Ludvig Gul påbörjade sin omskolning till J 35F. När omskolningen var färdig, gjordes ett namnbytet även för 123. jaktflygdivisionen, som blev 122. jaktflygdivisionen.

## Materiel vid förbandet
| Bombflyg - 1943–1947: B 17C | Jaktflyg - 1945–1953: J 21A-1 - 1946–1953: J 21A-2 - 1958–1968: J 32B Lansen |

## Förbandschefer
Divisionschefer vid 123. jaktflygdivisionen (Ludvig Gul) åren 1942–1968.
- 1942–1968: ???

## Anropssignal, beteckning och förläggningsort
| Ludvig Gul | 1942-??-?? | – | 1968-10-?? |

| 123. lätta bombflygdivisionen | 1942-??-?? | – | 1947-??-?? |
| 123. jaktflygdivisionen       | 1947-??-?? | – | 1968-10-?? |

| Kalmar flygplats (F) | 1942-??-?? | – | 1968-10-?? |